# Saint-Clément-de-Rivière
Saint-Clément-de-Rivière (okzitanisch: Sant Clamenç) ist eine französische Gemeinde mit 5140 Einwohnern (Stand: 1. Januar 2022) im Département Hérault in der Region Okzitanien. Sie gehört zum  Arrondissement Lodève und zum Kanton Saint-Gély-du-Fesc.

## Geographie
Saint-Clément-de-Rivière liegt etwa neun Kilometer nördlich von Montpellier. Im Norden der Gemeinde liegt das Quellgebiet des Lez. Umgeben wird Saint-Clément-de-Rivière von den Nachbargemeinden Les Matelles im Norden, Prades-le-Lez im Osten und Nordosten, Montferrier-sur-Lez im Süden, Montpellier und Grabels im Südwesten sowie Saint-Gély-du-Fesc im Westen.

## Bevölkerungsentwicklung
| Bevölkerungsentwicklung | Bevölkerungsentwicklung | Bevölkerungsentwicklung | Bevölkerungsentwicklung | Bevölkerungsentwicklung | Bevölkerungsentwicklung | Bevölkerungsentwicklung | Bevölkerungsentwicklung | Bevölkerungsentwicklung |
| ----------------------- | ----------------------- | ----------------------- | ----------------------- | ----------------------- | ----------------------- | ----------------------- | ----------------------- | ----------------------- |
| Jahr                    | 1962                    | 1968                    | 1975                    | 1982                    | 1990                    | 1999                    | 2006                    | 2017                    |
| Einwohner               | 177                     | 236                     | 948                     | 2100                    | 4242                    | 4581                    | 4983                    | 4877                    |

## Sehenswürdigkeiten
- Aquädukt von Saint-Clemens

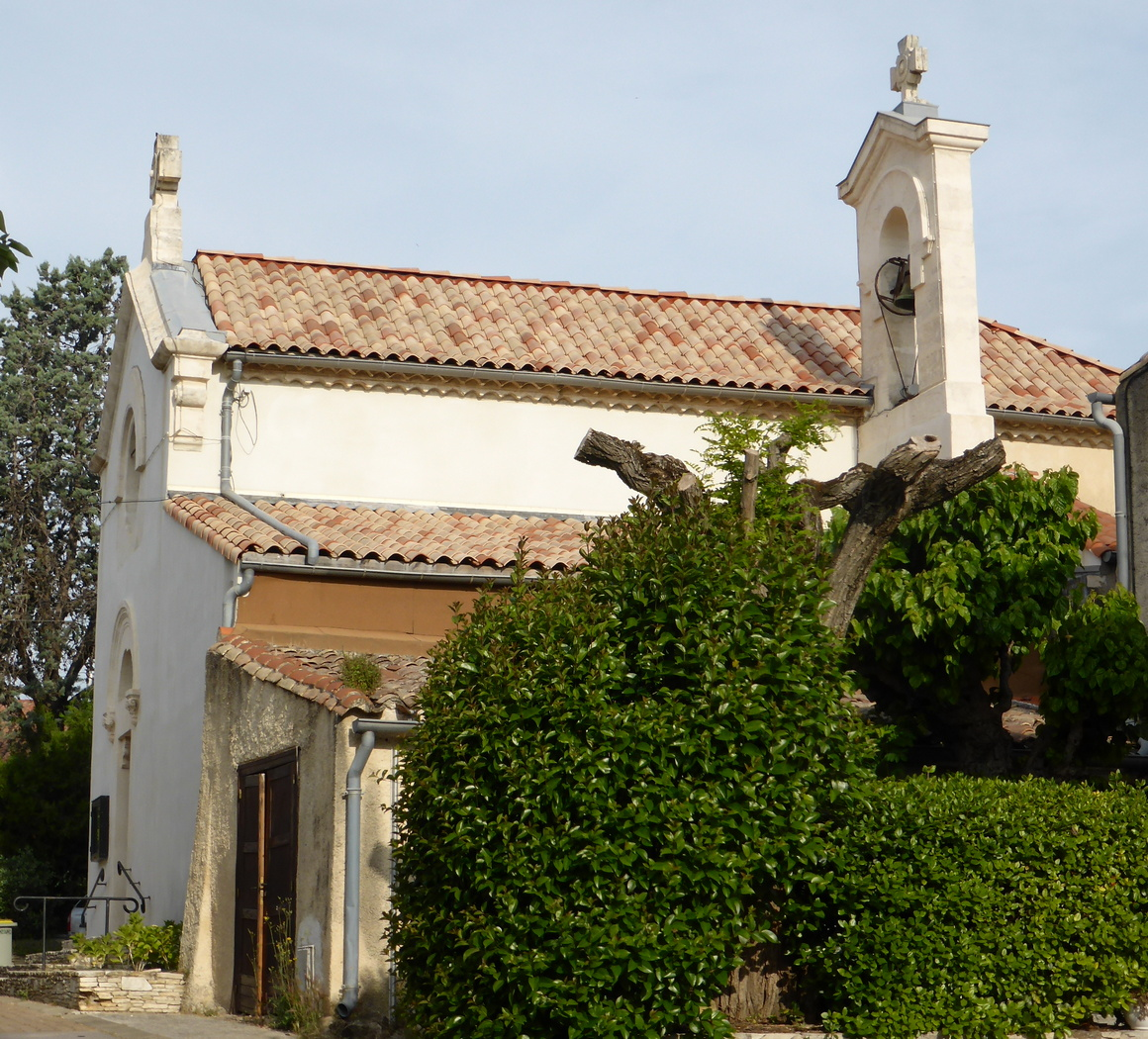
Kirche Saint-Clément
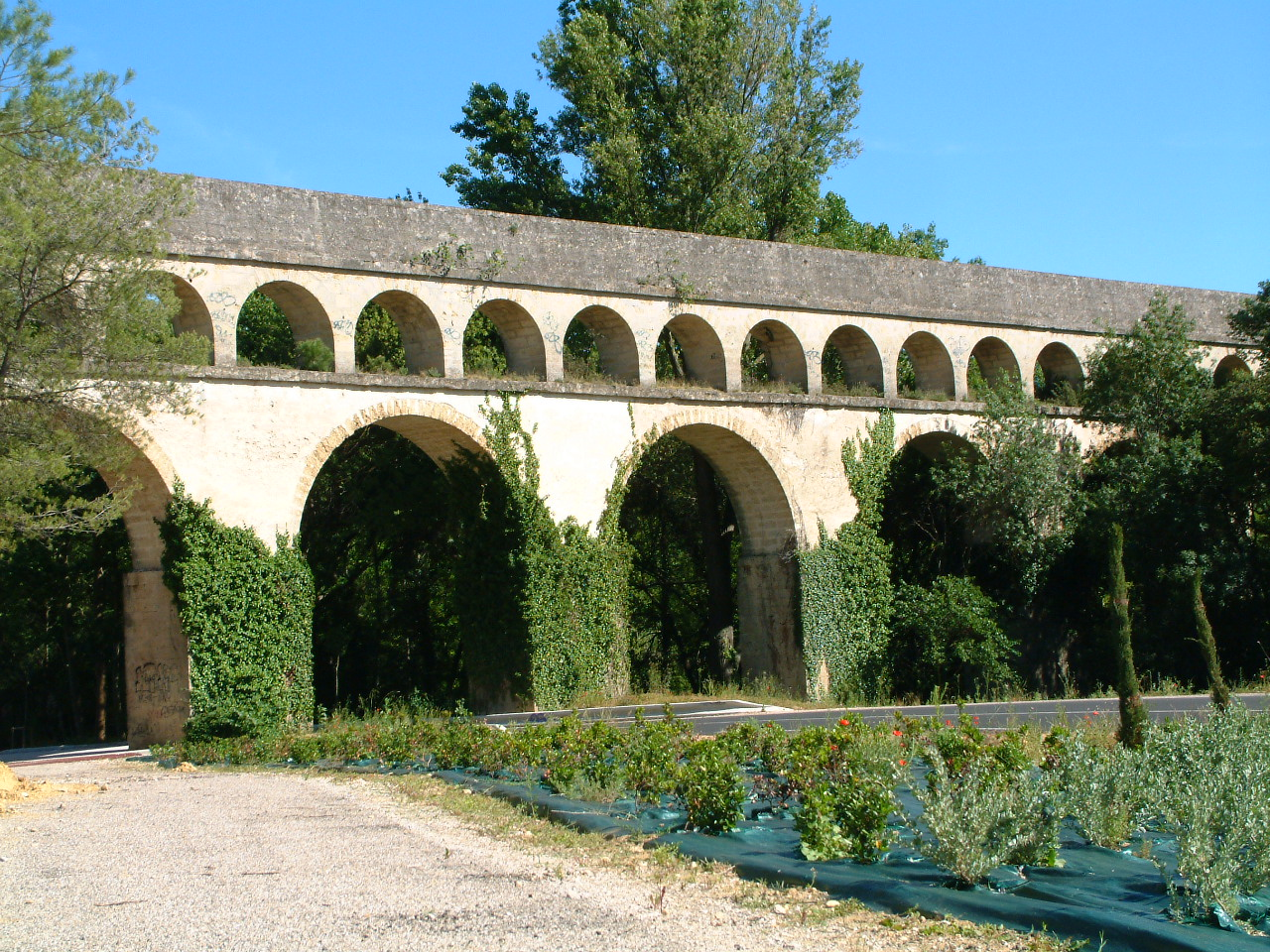
Aquädukt

## Persönlichkeiten
- François Spoerry (1912–1999), Architekt und Gestalter des Ortskerns von Saint-Clément